# Red vitezova masona
Red vitezova masona (engl. Order of Knight Masons) je viteški slobodnozidarski red otvoren za sve majstore koji su također članovi lože majstora znaka i kapitela kraljevskog luka. Članovi ovog reda sastaju se u vijećima (Councils) kojima upravlja Veliko vijeće vitezova masona (Grand Council of Knight Masons) sa sjedištem u Dublinu, Irska. Član ovog reda je vitez mason (Knight Mason).
Riječ je o neovisnom redu u okviru irskog sustava slobodnog zidarstva, a istodobno i o počasnom tijelu povezanom s američkim Yorkčim obredom.

## Povijest
Ovaj red je stvoren kako bi ovjekovječio stupnjeve koji su stoljećima dodjeljivani kroz različita slobodnozidarska tijela. Inačine stupnjeva dodjeljivane su diljem svijeta na skraćeni način još od ranih 1700-ih. U usporedbi sa sličnim ceremonijama, irska verzija ovih stupnjeva je vrlo razrađena i iznimno detaljna, te je odlučeno da im se dodjeli vlastito upravno tijelo i da im se dopusti prakticirati neovisno o vitezovima templarima. Godine 1923. u Dublinu je osnovano Veliko vijeće vitezova masona kako bi se normaliziralo dodjeljivanje stupnjeva i ovjekovječilo njihovo postojanje u jedinstvenom i razrađenom irskom kontekstu.

## Struktura stupnjeva
Ovaj red je sustav od tri stupnja koja prenose priču o povratku Židova iz Babilonskog ropstva te naporima da se izgradi Drugi hram u Jeruzalemu. Središnji lik u svim stupnjevima je Zorobabel.
- 1° – vitez mača (engl. Knight of the Sword), odnosno Babilonski prolaz (Babylonian Pass) u kojem Zorobabel traži dopuštenje od kralja Kira da se vrati u Jeruzalem,
- 2° – vitez Istoka (Knight of the East), odnosno Jordanski prolaz (Jordan Pass) koji govori o Zorobabelovu povratku u Perziju da potraži pomoć kralja Darija,
- 3° – vitez Istoka i Zapada (Knight of the East and West), odnosno Kraljevski red (Royal Order) koji predstavlja povratak Zorobabela svojim sunarodnjacima u Jeruzalem.

## Ustroj
Vijećima vitezova masona predsjeda izvrsni poglavar (engl. Excellent Chief) s još dva viša časnika, starijim vitezom (Senior Knight) i mlađim vitezom (Junior Knight). Kada se službeno sastaju, viteškim masonima dopušteno je formirati Vijeća vitezova mača, ili Vijeća vitezova Istoka, ili Vijeća vitezova Istoka i Zapada kako bi dodijelili te posebne stupnjeve, stoga su tri stupnja viteškog masona sastavljen u tri odvojena vijeća, a sva djeluju unutar vijeća vitezova masona.

## Rasprostranjenost
Ovaj red je i globalna organizacija. Vijeća se mogu naći u Australiji, Sjedinjenim Američkim Državama, Južnoj Africi, Novom Zelandu i Indiji.
Redovi vitezova masona djeluju na područjima nadležnosti sljedećih regularnih velikih loža temeljem potpisanih konkordata:
- Velika loža Irske → Veliko vijeće vitezova masona[3]
  -  Ujedinjena velika loža Engleske → Pokrajinsko veliko vijeće Engleske i Walesa za sjever i Pokrajinsko veliko vijeće Engleske i Walesa za jug
  -  Nacionalna velika loža Grčke → Pokrajinsko veliko vijeće Grčke[4]
  -  Velika loža Ohija → Pokrajinsko veliko vijeće Ohija
  -  Regularne velike lože u Australiji → Pokrajinsko veliko vijeće Australije[5]
- Regularne velike lože u SAD-u → Veliko vijeće vitezova masona za Sjedinjene Američke Države[6]
- Velika loža Škotske → Vrhovni veliki kapitel kraljevskog luka Škotske[7]
  -  Velika loža Češke
  -  Velika loža Bolivije
  -  Velika loža Ekvadora
  -  Velika loža Gane
  -  Velika loža Tasmanije
  -  Ujedinjena velika loža Queenslanda
- Velika loža Države Izrael → Vrhovni veliki kapitel kraljevskog luka Države Izrael

## Vanjske poveznice
- Knight Masonry
- Grand Council of Knight Masons